# Compañía Sud Americana de Vapores
Compañía Sud Americana de Vapores (CSAV) es una compañía de transporte marítimo chilena; antes de la fusión en 2014 con Hapag-Lloyd, era la más grande y antigua de América Latina, establecida en el puerto de Valparaíso (Chile).
Es una sociedad anónima abierta, que cotiza sus acciones en la Bolsa de Comercio de Santiago desde 1893. En un comienzo su labor se restringía al cabotaje, pero actualmente se especializa en el transporte de carga en naves especiales, como transporte marítimo, graneles líquidos y sólidos, cargas refrigeradas y automóviles en todo el mundo. Con más de 140 años de vida, ha jugado un papel crucial en el desarrollo del comercio exterior de América Latina.
A fines del 2014 CSAV concretó su fusión con la naviera alemana Hapag-Lloyd, esta fusión dio como resultado que el conglomerado se situara como el 4º operador más grande del mundo en transporte de contenedores con más de 200 buques, Hapag-Lloyd absorbió las operaciones de contenedores de CSAV y mantendría el nombre de Hapag Lloyd entregando al Grupo Luksic, controladores de CSAV, el 30% de las acciones de Hapag-Lloyd, convirtiéndose en socio mayoritario de la compañía.

## Historia

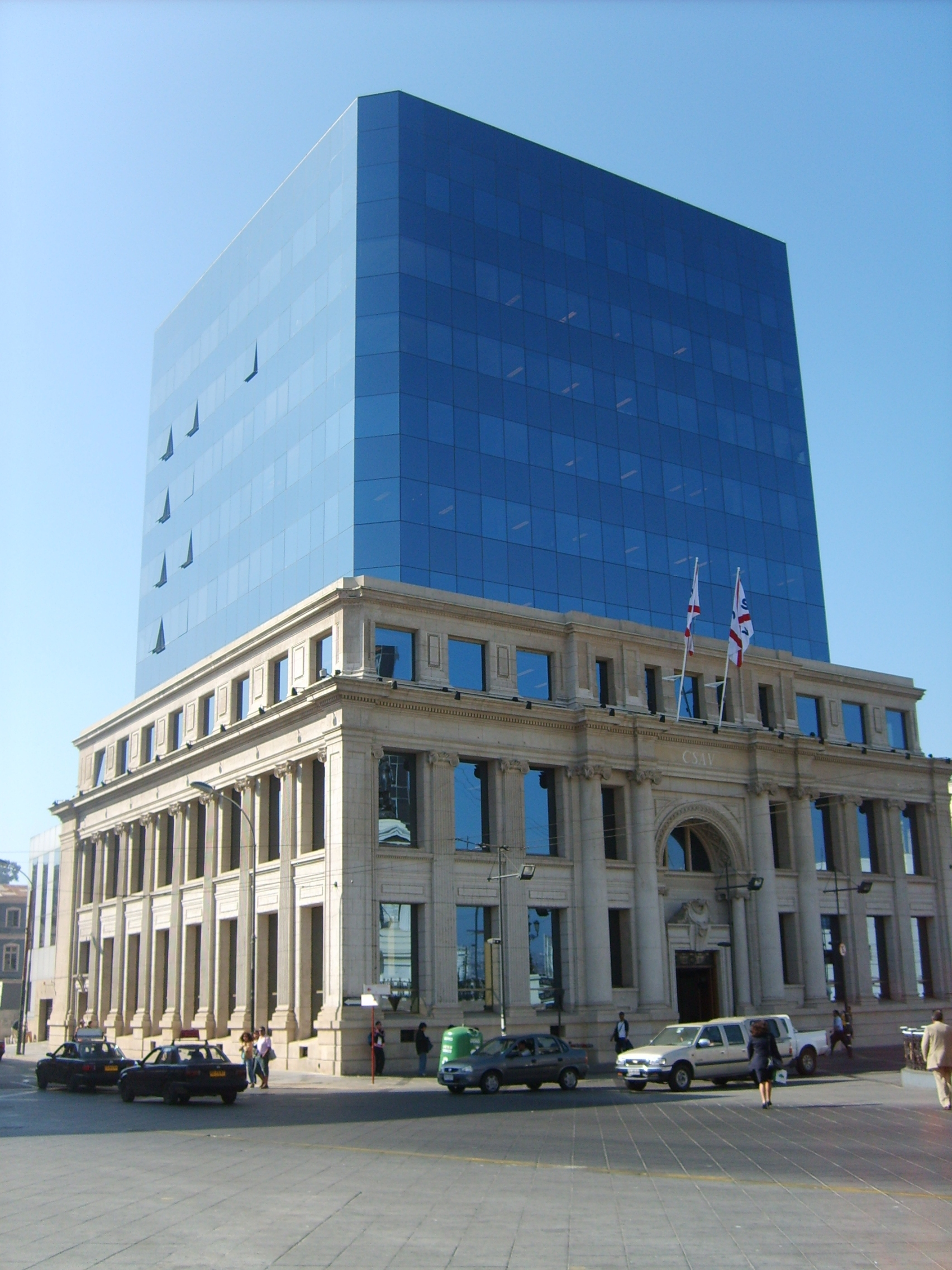
Sede de la CSAV.

CSAV, una de las compañías navieras más antiguas del mundo, fue fundada el 9 de octubre de 1872 a partir de la fusión de Compañía Chilena de Vapores y Compañía Nacional de Vapores. En el comienzo, las actividades de la compañía consistían exclusivamente en servicios de cabotaje, pero rápidamente se extendieron a lo largo de la costa oeste de Sudamérica hasta el Canal de Panamá, antes que este se abriera al tráfico regular. El capitán más antiguo de quien se conservan registros fue el prusiano Ferdinand Gravert, que estuvo al mando del Lontué en 1876.
Las naves de CSAV participaron activamente en la guerra del Pacífico Sur, en combate y transportando tropas e insumos. También participaron apoyando a ambos bandos de la guerra Civil en Chile de 1891. En el año 1903 se genera una huelga de obreros portuarios por el mejoramiento de los salarios, ante la negativa de la compañía, se produce una gran agitación social y la huelga termina en enfrentamientos con la policía y el incendio de la compañía sudamericana de vapores. Mueren alrededor de 50 obreros y 200 quedan heridos.
CSAV luego extendió la esfera de sus actividades a los Estados Unidos, y posteriormente a Europa, el Lejano Oriente y Japón, al Sudeste Asiático/Islas del Pacífico y la costa este de Sudamérica. Hoy en día la compañía ofrece servicios de transportes de carga a granel, fresca y productos congelados y vehículos, usando naves propias y arrendadas, estableciendo vínculos permanentes entre la costa Atlántica y del Pacífico de Sudamérica, y el resto del mundo. Actualmente, CSAV pertenece al Grupo Luksic, uno de los holding más grandes de Chile.

## Propiedad
La fusión permitió a los propietarios de CSAV el control del 34% de la alemana Hapag-Lloyd compartiendo con la ciudad de Hamburgo que posee el 23,2%, Kühne Maritime el 20,8%, TUI el 13,9%, Signal Iduna el 3,3%, HSH Nordbank el 1.8%, un fondo de inversionistas encabezado por M.M.Warburg & CO con el 1.8% y Hanse Merkur con el 1.1%.
Hasta antes de la fusión, CSAV era controlado por Quiñenco, matriz industrial y financiera del Grupo Luksic, quien poseía un 54,5% de la propiedad de la empresa.
Quiñenco ingresó a la propiedad de CSAV en 2011, cuando tomó la decisión estratégica de invertir y entrar al sector de transporte marítimo. Fue en febrero de 2012, tras un aumento de capital por US$ 1,200 millones, que el holding tomó control de la compañía. Hasta ese momento, el controlador de CSAV era el Grupo Claro.
Quiñenco es uno de los mayores conglomerados de negocios de Chile. Con activos consolidados sobre los US$ 57.000 millones, controla empresas industriales y de servicios financieros líderes en diversos sectores de la economía chilena, tales como Banco de Chile y CCU.
El 24 de mayo de 2017, Hapag-Lloyd se fusionó a su vez con la naviera de capitales árabes UASC, con lo CSAV que pasó a poseer el 22.58% de las acciones de Hapag-Lloyd. Luego de un aumento de capital de Hapag-Lloyd en octubre de 2017, CSAV pasó a controlar el 25% de Hapag-Lloyd.

## Reestructuración de la compañía y resultados
En mayo de 2011, CSAV inició un completo proceso de reestructuración, haciendo de ella una compañía nueva, más eficiente y moderna en su gestión, más preparada para enfrentar los desafíos de una industria altamente competitiva y para mantener su posición en el mercado naviero.
Este proceso contempló cuatro grandes pilares:
1. Reducción de su capacidad de transporte de carga en cerca de un 50% respecto de la operadada en los primeros meses de 2011, para reenfocarse en los mercados latinoamericanos y emergentes, donde la empresa tiene ventajas competitivas.
2. Aumento de su flota propia. Pasó de tener un 7% de flota propia en 2011 a 37% en 2013. La medición se realiza sobre la base de TEUs operado y no en cantidad de naves, de acuerdo a la consultora Alphaliner este número alcanza al 30% a marzo de 2014.
3. Acuerdos de operación conjunta con otras navieras (30% en 2011 a cerca de 95% en la actualidad)
4. Definición de una estructura interna más eficiente.
Este proceso permitió mejorar de forma sistemática los resultados: en el tercer trimestre de 2012, la empresa logró revertir siete trimestres consecutivos de pérdidas, cerrando el año con una pérdida de US$ 314 millones. Lo anterior significó una mejoría de 74,9% con respecto de 2011, cuando la empresa obtuvo pérdidas por US$ 1,250 millones. En 2013, CSAV registró pérdidas netas por US$ 169 millones, 46% menos que en 2012.

## Inversión en flota propia
En los últimos tres años, CSAV ha invertido cerca US$ 1000 millones en nuevos barcos. Recientemente ordenó la construcción de siete nuevos buques de 9.300 Teus, lo que implicó una inversión adicional de US$ 600 millones. Para financiar esta adquisición, en septiembre de 2013 CSAV realizó un aumento de capital por US$ 330 millones.
Las nuevas naves son construidas por el astillero coreano Samsung Heavy Industries (SHI). Su equipamiento, con tecnología de punta, permitirá a CSAV reducir significativamente los costos por consumo de combustible. Su incorporación permitirá, además, reemplazar parte de los barcos que la compañía arrienda.
Gracias a esta adquisición, en 2015 CSAV contará con más del 50% de flota propia, la que además será una de las más modernas y eficientes de la industria.
Toda la flota portacontenedores fue transferida a Hapag-Lloyd como parte del acuerdo de fusión.

## Fusión con Hapag-Lloyd
La búsqueda de un socio estratégico estaba en la hoja de ruta que el grupo controlador trazó para CSAV desde su arribo a la compañía. Es en ese contexto que CSAV tomó la decisión de fusionar su negocio portacontenedores con la empresa alemana Hapag-Lloyd. A fines de enero de 2014, ambas compañías firmaron un Memorándum de Entendimiento no vinculante.
El viernes 21 de marzo de 2014, en la Junta Extraordinaria de Accionistas realizada en Valparaíso, un 84,5% del total de los accionistas de la empresa aprobaron la fusión del negocio portacontenedores de la naviera chilena con su par alemana.
Esta decisión quedó a firme el 20 de abril de 2014, fecha límite que tenían los accionistas disidentes (que votaron en contra, no asistieron a la junta o no dieron instrucciones de voto a sus representantes) para ejercer su derecho a retiro. La compañía había definido que, para llevar a cabo la transacción con la naviera alemana, el ejercicio del derecho a retiro debía ser inferior al 5% del total de las acciones de la empresa. CSAV informó que el derecho a retiro fue ejercido únicamente por un 2,7% del total de las acciones de la compañía.
El 16 de abril de 2014, y luego de un proceso de due diligence, CSAV y Hapag-Lloyd suscribieron un acuerdo vinculante para fusionar sus negocios portacontenedores.
El acuerdo fue aprobado por todas las instancias internas correspondientes y autoridades de libre competencia alrededor del mundo, entre las que destacan además de Chile, Estados Unidos, China y la Comisión Europea, entre otras.
Por otra parte, CSAV definió la realización de dos nuevos aumentos de capital en 2014. La primera capitalización, por US$ 200 millones, tuvo como objeto completar el financiamiento para la adquisición de siete naves portacontenedores de 9.300 Teus, además de cumplir con algunas de las condiciones para el cierre de la fusión con la naviera alemana.
El 2 de diciembre de 2014 se cerró la operación, tras lo cual todo el negocio portacontenedores fue transferido a Hapag-Lloyd, recibiendo a cambio el 30% de las acciones de la empresa alemana.
Tras esto, CSAV efectuó el segundo aumento de capital, esta vez por casi US$ 400 millones. Estos recursos se destinaron a suscribir el monto de Euros 259 millones comprometido por la compañía en el aumento de capital de la naviera alemana de Euros 370 millones efectuado inmediatamente tras la fusión, mediante el cual la compañía incrementó su participación en la naviera alemana de 30% a un 34%, transformándose, con bastante diferencia, en el accionista mayoritario de Hapag-Lloyd. El remanente fue utilizado principalmente para cubrir gastos de cierre de la operación.

## Gerencia y directorio
La gerencia general de la compañía está a cargo del ingeniero comercial, Oscar Hasbún, quien llegó a la empresa en mayo de 2011 como gerente general naviero – contenedores. Asumió la gerencia general de la compañía en abril de 2012 Hasbún fue el encargado de liderar el proceso de aumento de capital por US$ 1200 millones realizado por la naviera en 2011 y la completa reestructuración implementada por la compañía.
El directorio es presidido por Francisco Pérez Mackenna, gerente general de Quiñenco. La vicepresidencia la ocupa el empresario Andrónico Luksic, presidente del holding.
Los directores de la empresa son: Juan Antonio Álvarez, Gonzalo Menéndez, Canio Corbo, Arturo Claro, Hernán Büchi, Víctor Toledo, Juan Francisco Gutiérrez, Christoph Schiess y José De Gregorio.